# Stanisław Wójcik (rzeźbiarz)
Stanisław Wójcik (ur. 2 kwietnia 1864 w Krakowie, zm. 7 czerwca 1930 tamże) – polski rzeźbiarz. W latach 1882–1887 kształcił się w Szkole Sztuk Pięknych w Krakowie (u Walerego Gadomskiego). W latach 1887–1890 studiował w Wiedniu. Po powrocie do Krakowa pracował w zakładzie zdobnictwa kościelnego, później, w latach 1892–1896 pracował we Lwowie. Około roku 1904 założył w Krakowie pracownię zdobnictwa kościelnego. Oprócz rzeźby religijnej i pomnikowej tworzył również kompozycje symboliczne, rodzajowe, a także portrety. Pracował w kamieniu, drewnie, marmurze i stiuku. Pochowany na cmentarzu Rakowickim w Krakowie.

## Wybrane prace
- posąg Niepokalanego Poczęcia Najświętszej Marii Panny w krużgankach klasztoru Franciszkanów w Krakowie
- 5 posągów świętych w nawie głównej kościoła Franciszkanów w Krakowie
- portret Henryka Siemiradzkiego na sarkofagu w Krypcie Zasłużonych na Skałce
- popiersie Jana Bożego nad wejściem do Szpitala Bonifratrów w Krakowie przy ul. Trynitarskiej 11
- zespół rzeźb w kościele św. Józefa w Krakowie przy ul. Zamoyskiego 2
- figura Madonny z Dzieciątkiem na południowej fasadzie kościoła Najświętszego Serca Pana Jezusa w Krakowie przy ul. Kopernika 26
- figura Madonny z Dzieciątkiem na północnej fasadzie klasztoru sercanek w Krakowie ul. Garncarska 24

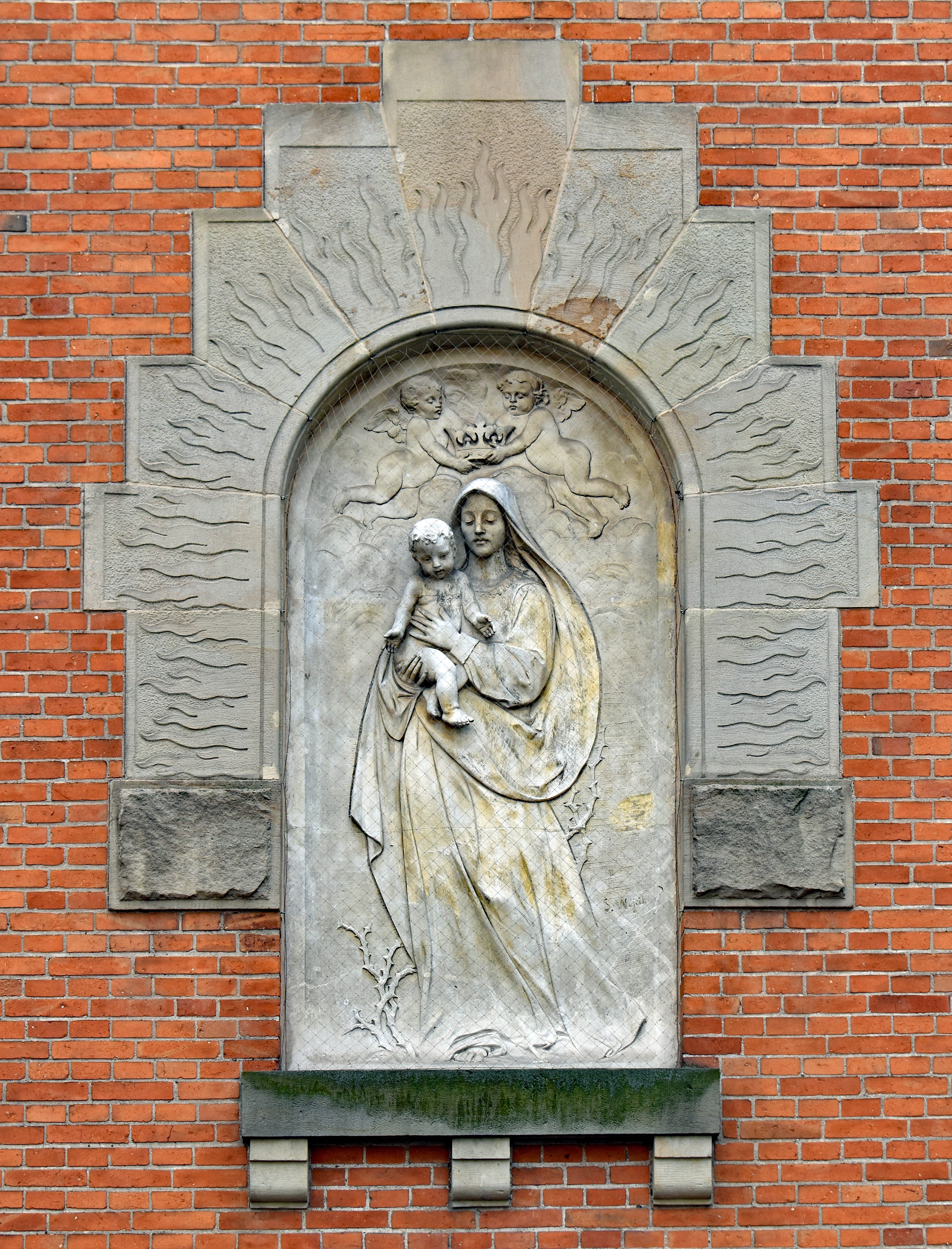
”Madonna z Dzieciątkiem” Relief na północnej fasadzie klasztoru sercanek
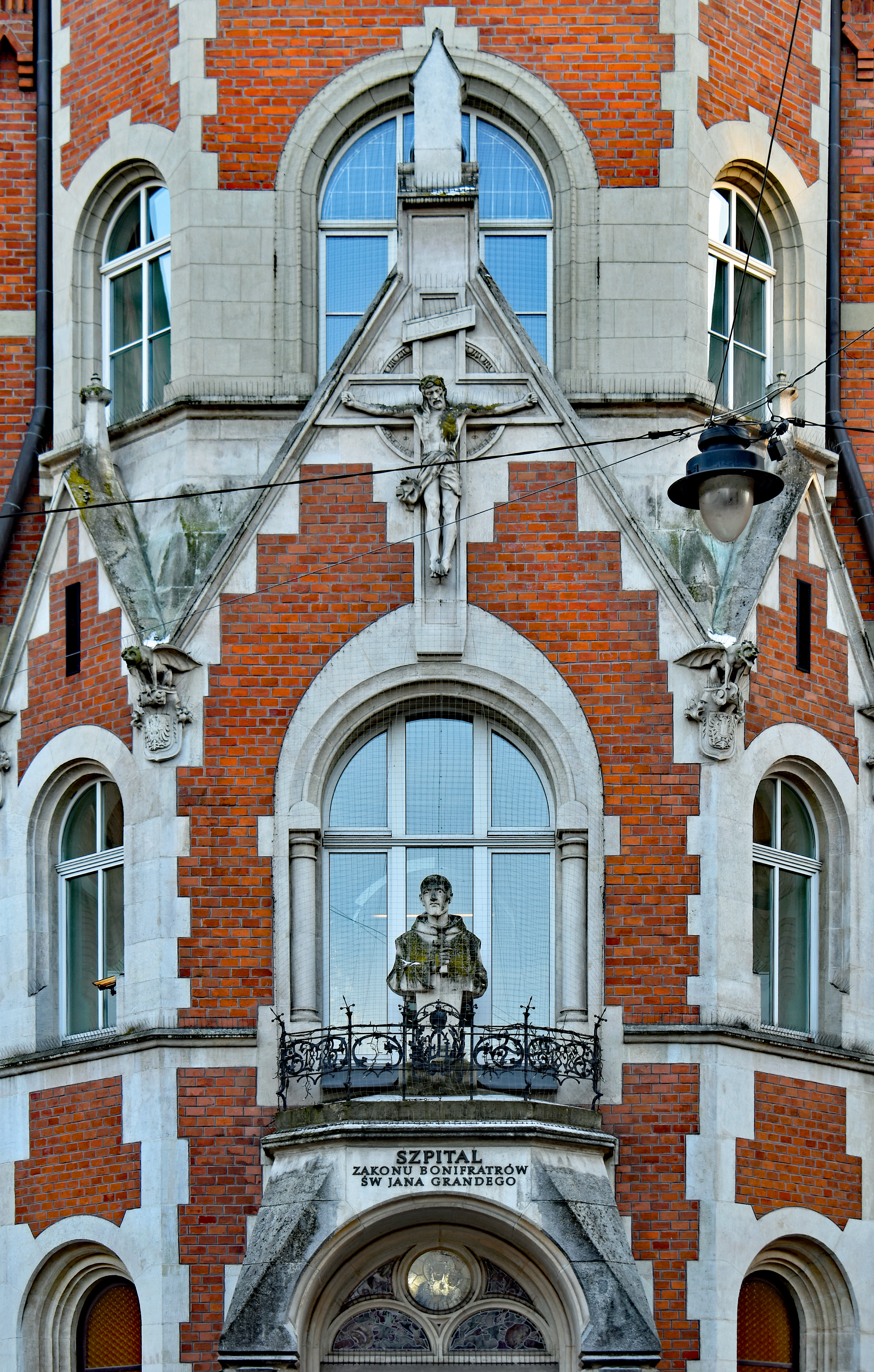
Popiersie Jana Bożego nad wejściem do Szpitala Bonifratrów